# EON Productions
EON Productions är produktionsbolaget bakom James Bond-filmerna. 
Företaget startades omkring 1961 av Albert R. Broccoli och Harry Saltzman, för att skydda rättigheterna till Ian Flemings Bond-böcker. De lyckades köpa upp rättigheterna till samtliga Flemings Bond-böcker utom Casino Royale som redan var såld.
Bolaget inledde direkt ett nära samarbete med Pinewood Studios strax utanför London, och fortsatte att filma stora delar av Bond-filmerna där fram tills Tid för hämnd, när det hade blivit för dyrt att filma i Storbritannien och man tillfälligt flyttade till Mexiko. Numera[när?] spelas Bondfilmerna in i Pinewood.
Efter starten med Agent 007 med rätt att döda kunde EON Productions snart göra andra typer av filmer. I Agent 007 ser rött kunde man till exempel se filmaffischen till en annan av bolagets filmer.
År 1975 sålde Saltzman sin del av bolaget till United Artists 1975. Broccoli fortsatte på egen hand fram till Octopussy, då han tog hjälp av sin styvson Michael G. Wilson. De fortsatte samarbetet till Tid för hämnd 1989. Sedan dess har Michael G. Wilson med hjälp av sin halvsyster, tillika Albert R. Broccolis dotter Barbara Broccoli, producerat Bond-filmerna. Då Albert R. Broccoli avled togs företaget över av United Artists och Broccolis dotter och styvson, Barbara Broccoli och Michael G. Wilson.